# Scorpionidae
Gli Scorpionidi (Scorpionidae Latreille, 1802) sono una famiglia di aracnidi dell'ordine Scorpiones che comprende 21 generi e circa 300 specie..

## Descrizione
Appartengono a questa famiglia gli scorpioni più grandi al mondo, tra cui Heterometrus swammerdami e Pandinus imperator, che possono raggiungere lunghezze tra 15 e 20 cm.
Nonostante la loro corporatura massiccia, le specie più grandi tendono ad essere poco velenose visto che usufruiscono maggiormente della forza fisica per catturare le prede.

## Biologia
Molte specie di questo ordine scavano per cacciare ragni, lucertole e topi.

### Il veleno
Gli scorpionidi utilizzano la puntura per paralizzare le prede ma anche per il loro complesso rituale nuziale.

### Riproduzione
La riproduzione degli scorpionidi in genere è come quella degli altri aracnidi: il maschio attraverso i pedipalpi, i cheliceri o gli arti, trasferisce alla femmina una capsula piena di spermatozoi ("spermatoforo").
La femmina libera le uova, che si schiudono immediatamente. Da ogni schiusa nascono in media 30-35 piccoli, che rimangono con la madre fino alla prima muta.

## Distribuzione e habitat
Gli Scorpionidi sono presenti in America, Africa, Asia e Oceania.
Vivono maggiormente in caverne, fessure, ceppi e sotto i sassi.

## Tassonomia

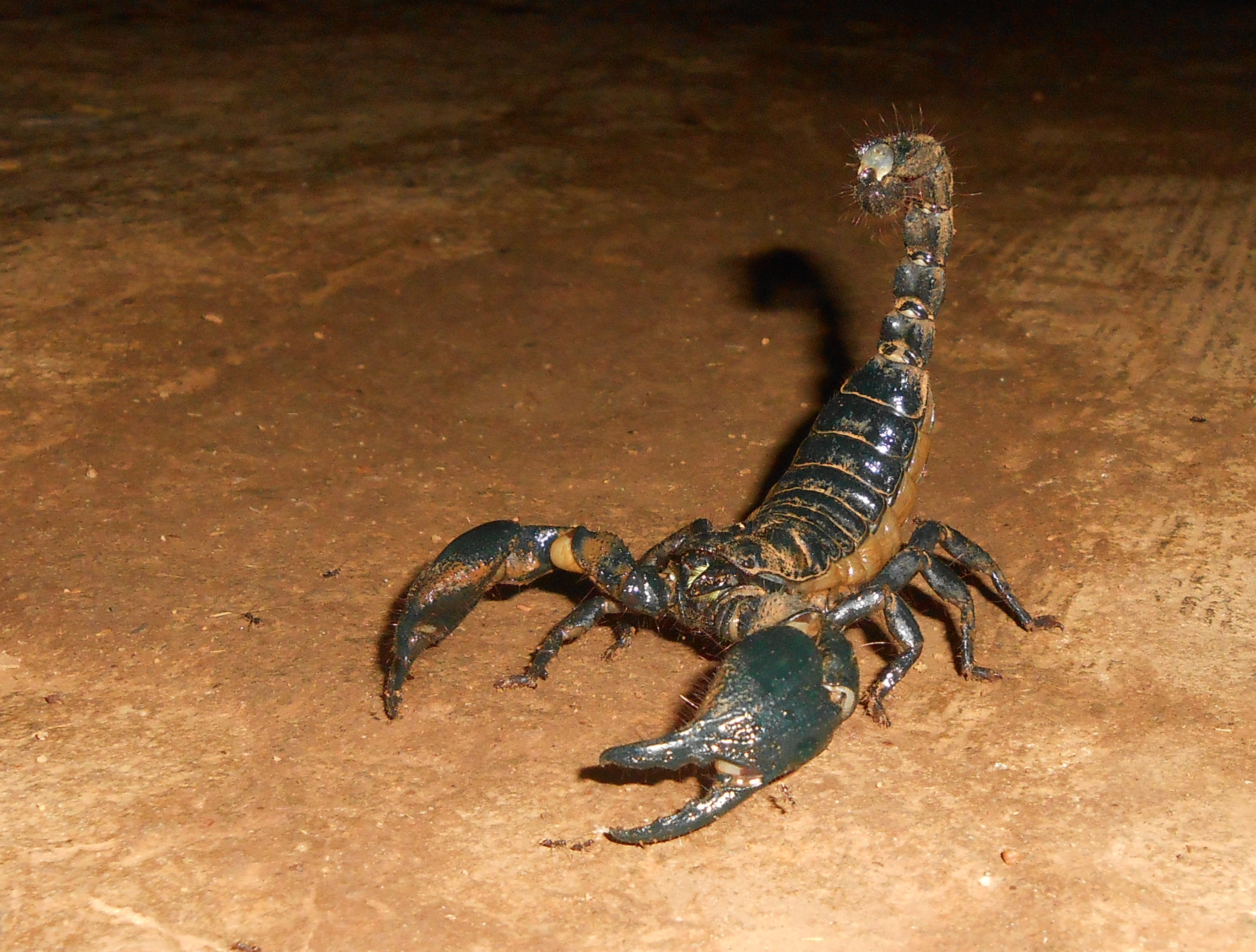
Heterometrus swammerdami

La famiglia degli Scorpionidi comprende i seguenti generi:
- Aops Volschenk & Prendini, 2008
- Bioculus Stahnke, 1968
- Cazierus Francke, 1978
- Cryptoiclus Teruel & Kovarik, 2012
- Didymocentrus Kraepelin, 1905
- Diplocentrus Peters, 1861
- Heterometrus Ehrenberg, 1828
- Heteronebo Pocock, 1899
- Nebo Simon, 1878
- Kolotl Santibanez-Lopez, Francke & Prendini, 2014
- Oiclus Simon, 1880
- Opistophthalmus C. L. Koch, 1837
- Pandinoides Fet, 1997
- Pandinops Birula, 1913
- Pandinopsis Vachon, 1974
- Pandinurus Fet, 1997
- Pandinus Thorell, 1876
- Rugodentus Bastawade, Sureshan & Radhakrishnan, 2005
- Scorpio Linnaeus, 1758
- Tarsoporosus Francke, 1978
- Urodacus Peters, 1861